# Гарсиа, Джонатан
Джонатан Гарсиа (англ. Jonathan Garcia; род. 12 декабря 1986 года, Кейти, Хьюстон) — американский конькобежец. Специализируется на спринтерских дистанциях.
Принимал участие на зимних Олимпийских играх 2014 года в Сочи заняв 28-е место в дистанции 1000 метров.
В 2015 году участвовал в Кубке мира по конькобежному спорту заняв 14-е место в дистанции 1000 метров. В этом же году в 1 этапе Кубка мира в командном спринте завоевал серебряную медаль, в 4-м этапе выиграл золото.
В 2015 году на Чемпионате мира по конькобежному спорту в дистанции 1000 метров пришёл 21-м. В 2017 году на этом же чемпионате в дистанции 1000 метров финишировал 15-м.
На Чемпионате мира по конькобежному спорту в спринтерском многоборье 2015 занял 10-е место. В этом же чемпионате в 2017 году пришёл 11-м.